# Skorpena brązowa
Skorpena brązowa (Scorpaena porcus) – gatunek ryby z rodziny skorpenowatych (Scorpaenidae).

## Występowanie
Występuje w północno-wschodnim Atlantyku, od wybrzeża północno-zachodniej Afryki (Maroko) do Zat. Biskajskiej, rzadziej na północ od niej do rejonu kanału La Manche, w Morzu Śródziemnym i Czarnym. Także u wybrzeży wysp Kanaryjskich i Azorów.
Ryba żyjąca przy skalistych brzegach, do głębokości 800 m, choć zwykle w płytkich wodach. Ryba denna, która w ciągu dnia przebywa zwykle w bezruchu w osłoniętych i porośniętych glonami szczelinach skalnych. Poluje o zmierzchu i prawdopodobnie o zmroku.

## Opis
Dorasta maksymalnie do 25 cm. Ciało mocno zbudowane, spłaszczone bocznie. Głowa duża, szeroka pokryta kolczastym pancerzem.  Oczy duże, owalne, nad nimi znajdują się długie pierzaste wyrostki czuciowe, takie same wyrostki choć zdecydowanie mniejsze znajdują się na nozdrzach. Otwór gębowy duży. Ciało pokryte jest drobną łuską, wzdłuż linii bocznej jest rząd ponad 55 łusek. Pojedyncza płetwa grzbietowa, jej przednia część podparta jest 12 ciernistymi, twardymi promieniami, u ich podstawy znajdują się gruczoły jadowe, tylna część oddzielona od przedniej niewielkim obniżeniem, jest krótka podparta 9-11 miękkimi promieniami. Płetwa odbytowa podparta 3 ciernistymi i 5-6 miękkimi promieniami. Płetwy piersiowe duże, szerokie. Płetwy brzuszne osadzone na podgardlu. Nie posiada pęcherza pławnego.
Ubarwienie: zwykle brązowe do czerwonawobrązowego, z nieregularnymi smugami i plamami.

## Odżywianie
Odżywia się małymi zwierzętami żyjącymi na dnie: krewetkami, krabami i małymi rybami dennymi.

## Rozród
Tarło odbywa od czerwca do sierpnia. Złożona ikra tworzy przezroczyste, śluzowate bryły i taśmy. Larwy początkowo wchodzą w skład planktonu, a po osiągnięciu około 3 cm długości przechodzi do życia w strefie bentonicznej.